# Michael Sarnoski
Michael Sarnoski ist ein US-amerikanischer Filmregisseur und Drehbuchautor.

## Leben
Michael Sarnoski stammt aus Wisconsin. Er studierte Kunst und Film an der Yale University.
Für seinen ersten Film als Regisseur, den Kurzfilm Love of the Dead, schrieb er auch das Drehbuch, ebenso für seinen zweiten Fight Night Legacy mit Jack Cullison, Dio Johnson, Ski Carr, Dani Lennon, Andrew Keegan und MMA-Fighter Beau King vor der Kamera, in dem er zudem einen Arzt spielte. Nach der Regie bei fünf Folgen von Olympia und drei Folgen einer Serienadaption seines Kurzfilms mit dem Titel Fight Night Legacy machte Sarnoski eine Schaffenspause.
Mit Pig gab Sarnoski im Jahr 2021 sein Spielfilmdebüt als Regisseur. Hierfür schrieb er gemeinsam mit Vanessa Block, die er vom College kannte und der Sarnoski bei ihrem Filmdebüt The Testimony half, auch das Drehbuch. The Testimony wurde in eine Shortlist bei der Oscar-Verleihung in der Kategorie als Bester Dokumentarkurzfilm aufgenommen. In Pig spielen in den Hauptrollen Nicolas Cage und Alex Wolff. Anfang 2022 wurde Sarnoski als Regisseur und Drehbuchautor für den Film A Quiet Place: Tag Eins verpflichtet. Der Film wurde im Juni 2024 veröffentlicht.
Heute lebt Sarnoski in Los Angeles.

## Filmografie
- 2011: Fight Night Legacy (Kurzfilm)
- 2012: Olympia (Fernsehserie, 5 Folgen)
- 2012: That (Kurzfilm)
- 2012: Fight Night Legacy (Fernsehserie, 3 Folgen)
- 2021: Pig
- 2024: A Quiet Place: Tag Eins (A Quiet Place: Day One)

## Auszeichnungen
Chicago Film Critics Association Award
- 2021: Auszeichnung als Vielversprechendster Filmemacher (Pig)[6]

Directors Guild of America Award
- 2022: Nominierung für die Beste Regie – Spielfilmdebüt (Pig)[7]

Festival des amerikanischen Films
- 2021: Nominierung im Hauptwettbewerb (Pig)[8]

Hollywood Critics Association Award
- 2021: Nominierung als Bester Erstlingsfilm (Pig)[9]

Independent Spirit Award
- 2022: Auszeichnung für das Beste Drehbuchdebüt (Pig)
- 2022: Nominierung für den Someone to Watch Award (Pig)[10]

National Board of Review Award
- 2021: Auszeichnung für das Beste Regiedebüt (Pig)[11]

The Streamy Awards
- 2013: Nominierung für die Beste Choreographie (Fight Night Legacy)[12]